# Thysanophrys longirostris
Thysanophrys longirostris är en fiskart som först beskrevs av Shao och Chen, 1987.  Thysanophrys longirostris ingår i släktet Thysanophrys och familjen Platycephalidae. Inga underarter finns listade i Catalogue of Life.